# Visioni di Gerard
Visioni di Gerard è un romanzo scritto da Jack Kerouac nel 1956 (pubblicato nel 1963) e ispirato al fratello Gerard, morto all'età di soli nove anni, nel giugno del 1926, per febbre reumatica dopo un lungo periodo d'agonia.
Il libro ha ispirato il titolo della celebre canzone di Bob Dylan Visions of Johanna, pubblicata nell'album Blonde on Blonde del 1966.

## Edizioni italiane
- Jack Kerouac, Visioni di Gerard, traduzione di Magda de Cristofaro, introduzione di Vincenzo Mantovani, collana Oscar narrativa n. 1639, Arnoldo Mondadori Editore, Milano, 1980,  p. 141, ISBN 88-04-42712-4.